# Suchomim
Suchomim (Suchomimus) – rodzaj teropoda z rodziny spinozaurów (Spinosauridae). Szczątki tego dinozaura odkryła w 1998 roku wyprawa Paula Sereno na pustyni Ténéré w Nigrze. 
Suchomim osiągał długość około 11 metrów, był więc mniejszy od spinozaura. Również żagiel utworzony z wydłużonych wyrostków kolczystych był niższy. Największe podobieństwo wykazuje z europejskim barionyksem, z którym zaliczany jest do podrodziny Baryonychinae. Zwłaszcza budowa czaszki wyraźnie zbliża te dwa rodzaje. Pysk suchomima był długi i niski, a w szczękach tkwiło ponad 100 stożkowatych, niekarbowanych zębów podobnych do krokodylich. Przednie kończyny były stosunkowo długie i silne, z dużymi i hakowatymi pazurami; zwłaszcza pazur na pierwszym palcu był bardzo okazały – miał długość około 30 cm.
Suchomim zasiedlał tereny rozlewiskowe i deltowe zachodniej części północnej Afryki pod koniec wczesnej kredy. Od zachodu ląd ten był omywany przez młody i niewielki jeszcze Ocean Atlantycki, od wschodu zaś przez istniejące wówczas płytkie morze śródlądowe. Występowanie podobnych gatunków dinozaurów (w tym spinozaurydów) w Ameryce Południowej oraz Zachodniej i Północnej Afryce świadczy o tym, że tereny te prawdopodobnie jeszcze we wczesnej kredzie były połączone. Na terenach tych występują blisko spokrewnione, ale już odmienne rodzaje teropodów i innych zwierząt. O wspólnej historii tych rejonów świadczą także takie same gatunki pterozaurów i krokodylomorfów (między innymi sarkozuch).